# روزولت گاردنز (فلوریدا)
روزولت گاردنز (به انگلیسی: Roosevelt Gardens) یک منطقهٔ مسکونی در ایالات متحده آمریکا است که در شهرستان براوارد، فلوریدا قرار دارد. روزولت گاردنز ۰٫۸ کیلومتر مربع مساحت و ۲٬۴۵۶ نفر جمعیت دارد.